# Manuel de Anchorena
Manuel de Anchorena (* 3. Juni 1933 in Buenos Aires; † 24. Mai 2005 in La Corona, Villanueva, Partido Chascomús) war ein argentinischer Diplomat.

## Leben
Er heiratete Elvira Martínez Peralta, ihre Kinder waren Elvira, Gregory, Joseph (†), Juan und Soledad, sowie die Enkelkinder Manuel, Ignacio und Maria. Er wurde am 20. November 1973 von Juan Peron zum Botschafter in London ernannt, wo er von Mai 1974 bis März 1976 amtierte. Im Oktober 1975 wurde er von der Regierung von Isabel Martínez de Perón zu Konsultationen nach Buenos Aires gerufen. Während seines Aufenthaltes dort putschten die Generäle um Jorge Rafael Videla. Anchorena wurde erlaubt, nach London zurückzukehren und sein Eigentum zurückzuerwerben.
In London nahm ihm der Geschäftsträger seinen Diplomatenpass. Ihm wurde weder erlaubt, sein Abberufungsschreiben bei Elisabeth II. vorzulegen, noch um eine übliche private Abschiedsaudienz bei der Souveränin anzusuchen.